# Массовое убийство в Екатеринбурге в 1992 году
Убийство предпринимателя и учредителя ряда коммерческих структур в Екатеринбурге, лидера ОПГ «Центровые» Олега Вагина — произошедшее 26 октября 1992 года в центре города убийство Олега Вагина и троих его соратников и коллег по бизнесу, приведшее к устранению общеопасным способом, путем расстрела из автоматического оружия неустановленными киллерами и гибели всех четверых участников ОПГ, произошедшее в первой половине дня, на глазах очевидцев, во дворе жилого многоквартирного дома № 11 по улице Маршала Жукова.
Громкое и резонансное убийство в Екатеринбурге, и в современной России, в начале девяностых годов, которое до настоящего времени остается не раскрытым.

## Олег Вагин
Олег Вагин родился 18 ноября 1960 года в Свердловске, в обычной советской, но обеспеченной семье. Вопреки слухам, спортом профессионально Олег не занимался. После школы поступил в Лесотехнический университет, но учёбу бросил в 1979 году.
С 1979 года до 1985 года успел отбыть срок. Изначально отбывал наказание в ИК 2 в Свердловске, после был переведен в пос. Аксариха, Камышловского района, откуда был освобожден условно-досрочно за примерное поведение.
В 1987 году познакомился с будущей супругой, в 1988 году они поженились.
В том же 1988 году в период начала образования первых кооперативов по всему СССР, Вагин начал свою преступную карьеру, занимаясь мелкими валютными махинациями у магазина «Берёзка» в Железнодорожном районе Свердловска, а также игрой в наперстки. Также активно участвовал на сходках в «катранах» совместно с друзьями и знакомыми (в последующем составившими основной костяк «Центровых» из Свердловска), для чего не раз летали в г. Сочи, проживая в гостинице «Жемчужина».
В 1989 году стал отцом, в его семье родилась дочь.
Старший советник юстиции, следователь по особо важным делам отдела по борьбе с бандитизмом Свердловской областной прокуратуры Михаил Мильман, в своё время расследовавший дело ОПГ «Центровые», так охарактеризовал Олега Вагина:
Личность одиозная. Я с такими сильными натурами редко встречался. Это человек, который обладал очень сильной волей, умел себе подчинять других с применением методов физического и психологического насилия.
Для защиты «теневого» ведения бизнеса Олег создал силовую группу, состоящих в основном из его друзей и знакомых, таких же амбициозных парней с соседних жилых районов Екатеринбурга. Местом для проведения встреч и решения вопросов по работе этой группы был офис, который расположился в киноконцертном театре «Космос» по ул. Дзержинского д. 2 в центре города (откуда и пошло в последующем название «Центровые»), там зарабатывались денежные средства и хранился «общаковый нал» а также вся документация на коммерческие и дочерние фирмы. В этой же гостинице Вагин в 1990 году открыл казино (первое за пределами центральной России, а также на Урале и в самой «столице Урала»), названое «Katarinenburg». 

Во многом на началах помогал и направлял его в нужное русло, тогда богатейший и известный человек Екатеринбурга Игорь Тарланов — «цеховик», открывший виды и обучивший теневому ведению бизнеса 30-летнего Олега. Со временем бригада Олега поставила под свой контроль весь легальный и нелегальный бизнес в центре и Чкаловском районе города, а также контролировала часть палаток коммерсантов на «пятачке» перед железнодорожным вокзалом. В том же 1990 году группировкой было создано акционерное общество Бизнес-клуб «Глобус», который был объединением нескольких товариществ и по сути объединял группировку в иерархическом порядке.
В начале 1990-х годов «Центровые» стали самой могущественной преступной группировкой Екатеринбурга. Она контролировала военно-промышленный комплекс города и часть металлургического комплекса. Участники преступной группы вышли на международный уровень, контактировали с представителями международной преступности. «Центровые» поставляли оружие в Венгрию и вели законный бизнес в Бельгии. В ОПГ входило несколько сотен человек, в том числе ветераны войны в Афганистане, бывшие сотрудники МВД и КГБ.
Серьёзным противником группировки была Уралмашевская ОПГ, возглавляемая братьями Григорием и Константином Цыгановыми. Вагин в конце 80-х и до начала 90-х поддерживал нейтральные отношения к парням из окраин. В начале 1991 года в одном из храмов Екатеринбурга Игорь Тарланов, видя назревающую конкуренцию между Вагиным и Цыгановым-старшим (Григорием), решил примирить их, крестив их в один день. Отношения между Вагиным и Цыгановым после этого сильно не изменились, но внешне были терпимыми и даже товарищескими.
16 июня 1991 года киллером (по одной из версии принадлежащих к «Центровым») из охотничьего ружья в собственной квартире, прямо через окно, был убит лидер Уралмашевской ОПГ Григорий Цыганов. На похоронах Григория присутствовал и Олег Вагин, который во время поминального ужина напился сильнее всех, что и поставило под сомнение его причастность к данному преступлению.
25 мая 1992 года, неустановленным киллером из снайперской винтовки был убит Игорь Тарланов, прямо через окно своей квартиры в «городке Чекистов», а также было совершено покушение на младшего брата покойного Григория Цыганова, Константина, но он остался жив. После данного покушения отношения «Уралмашевских» по отношению к «Центровым» стали враждебными и примирить их уже никто не пытался.

## Убийство

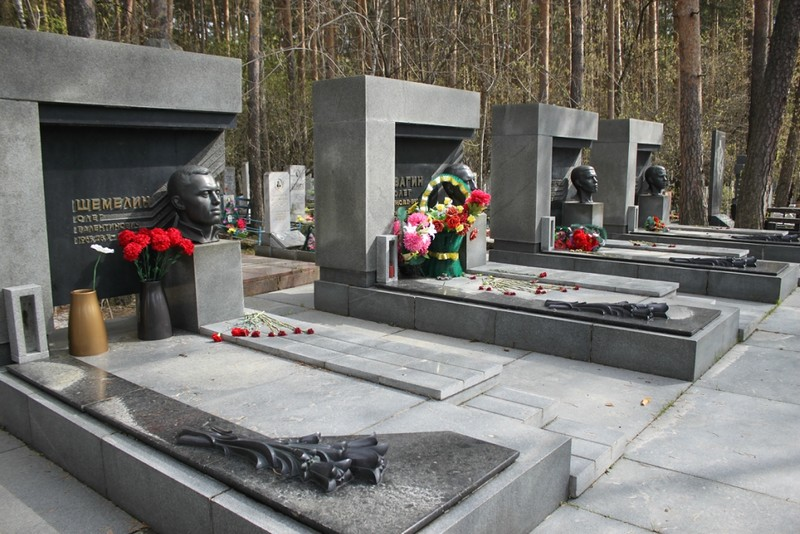
Могилы Олега Вагина и его соратников и коллег по бизнесу Олега Шемелина, Дмитрия Ориничева и Игоря Осинцева.

В 1992 году Вагин уже подчинил себе крупные экономические активы, ходил в должности генерального директора Екатеринбургского страхового общества «ЕКСО-Лтд», имевших офис за гостиницей «Большой Урал» в здании по ул. Мамина-Сибиряка д. 80, являлся значительной влиятельной фигурой в сфере торговли, сервиса, развлечений, активно скупал недвижимость, был соучредителем ряда коммерческих предприятий.
Главарь ОПГ избегал появляться на людях. Он строил роскошный четырёхэтажный коттедж расположенный в Чкаловском районе Екатеринбурга по ул. Уфалейская д. 7. Сам в это время, жил в элитном доме по улице Маршала Жукова д. 11, расположенном в центре города, в так называемом «Правительственном городке», куда приблизительно в середине 1992 года переехал с семьей, с улицы Советской д. 7/4 (в этом доме в то время жили работники прокуратуры, МВД, Министерства безопасности России и губернатор Свердловской области Эдуард Россель, рядом с домом располагались здания управления Министерства безопасности России и управления внутренних дел области, областной исполком).
Приблизительно 23 октября 1992 года киллеры подогнали к дому грузовой «Москвич» (он же «Пирожок», «Каблучок») и этот автомобиль оранжевого цвета три дня стоял напротив предпоследнего подъезда дома и за это время уже никто не обращал внимание на неприметную и распространенную в те годы машину. По одной из версий — двое киллеров находясь в грузовом отсеке не выходили из «Москвича» три дня и не подавали никаких признаков жизни, сохраняя конспирацию и изучая распорядок дня Олега Вагина, его сопровождающих, а также средства его передвижения. Когда 26 октября к дому Вагина подъехали, около 11 часов 40 минут, его соратники и коллеги по бизнесу в лице Олега Шемелина, Игоря Осинцева, Дмитрия Ориничева — Олег Вагин вышел из подъезда своего дома и направился к своему автомобилю марки БМВ, рядом с которым находились уже ожидающие его Шемелин, Осинцев и Ориничев. В это время киллеры увидев появление Вагина — открыли грузовой отсек Москвича и вышли из него, вооружённые двумя автоматами «Калашников», после чего, взяв их на прицел, — открыли огонь по Вагину и его спутникам, в тот момент стоявших рядом у стены трансформаторной подстанции № 4312. Вагин и его коллеги также увидели киллеров, после чего начали отбегать к двумя стоящим вблизи автомобилям ВАЗ-2108 и ВАЗ-2109, за которыми по всей видимости хотели укрыться.
В результате стрельбы первыми были сражены Шемелин и Ориничев. Осинцев и Вагин, пытавшиеся выйти из зоны обстрела и укрыться, также были убиты, при этом сраженный Осинцев, упав за «девяткой», вызвал у киллера сомнение, и судя по всему — киллер, решив что он пытается спрятаться, — некоторое время вел стрельбу прямо под эти машины, в результате чего тело Осинцева было изрешечено пулевыми ранениями.
Вагин, не добежав до укрытия, также упал у стены трансформаторной подстанции, рядом у ограждения, вблизи со стоящей автомашиной ВАЗ-2104.
Киллерами производились короткие выстрелы (тройками). После убийства «Центровых», двое киллеров выбежав с квартала сели в поджидающую их автомашину марки ВАЗ-2108 в которой к тому времени находился третий участник покушения, после чего скрылись с места происшествия.
Прибывшим через 15 минут на место происшествия сотрудникам скорой медицинской помощи и милиции ничего не оставалось сделать кроме как констатировать смерть Вагина, Ориничева, Осинцева и Шемелина. А также опросить немногочисленных очевидцев случившегося.
На похоронах Олега Вагина, Игоря Осинцева, Олега Шемелина, Дмитрия Ориничева, проходивших в Екатеринбурге 28 октября 1992 года присутствовало очень большое количество людей, приехавших в том числе с различных регионов, а на место убийства было принесено множество цветов, стоял поминальный стол. В последующие годы непродолжительное время на стене трансформаторной подстанции, рядом с которой обнаружили тела убитых, приближенные Вагина из ОПГ «Центровые» установили чёрную мемориальную гранитную таблицу с высеченными и окрашенными позолотой на них именами «Олежек, Олег, Дима, Игорь», посвященную в память о погибших, впоследствии данную таблицу убрали.

## Расследование
Выстрелы слышали многие жильцы домов и прохожие, однако следователям и оперативным сотрудникам, прибывшим на место преступления, не удалось найти надёжных свидетелей. Судя по найденным на земле гильзам, а также пулевым повреждениям стоящих в квартале автомобилей марок ВАЗ-2108, ВАЗ-2109, ВАЗ-2104 рядом с которыми были обнаружены трупы Шемелина, Ориничева, Осинцева и Вагина, а также многочисленным пулевым следам на стене трансформаторной подстанции и асфальте, было предварительно установлено что, киллерами было произведено не менее ста десяти выстрелов.
Вечером того же дня по горячим следам оперативники обнаружили неподалёку от места преступления у реки автомобиль ВАЗ-2108, в нём были обнаружены два автомата АК и пистолет Макарова.
По одной из версий, за всеми убийствами стоит специально созданная группа киллеров Уралмашевской ОПГ, офис которой располагался за Лесотехническим университетом по Сибирскому тракту на одной из производственных баз, зарегистрированной как Товарищество с ограниченной ответственностью «СПЛАВ» (в наст. время здание расположено во дворах справа от «Тойота Центра Восток Екатеринбург»).
Устранение Вагина, по одной из версий, планировалось и разрабатывалось в период с 1991 года, киллерами использовался, по одной из версии автомобиль марки ВАЗ-2105, следили за ним с места его проживания с района «Пионерская» — ул. Советская д. 7/4 кв. 5, где на тот момент проживал Олег. Но данное продолжение до настоящего времени не находит юридического подтверждения, в связи с чем все данные преступления остаются не раскрытыми. По всей видимости, организаторов и исполнителей данных преступлений скорее всего и самих нет в живых.

## Последствия
Смерть Вагина и троих его близких коллег привела к частичному распаду и ослаблению ОПГ «Центровые». Последующие преемники Олега Вагина, не намного пережили его в период с 1993 по 1994 года прошла серия заказных убийств всех значимых фигур из его близкого окружения.
Кратко из последующих событий:
4 марта 1993 года в одном из дворов жилого дома под огонь киллеров попадают Сергей Малафеев и Сергей Долгушин. В результате данного покушения Малафеев погибает в этот же вечер, а Сергея Долгушина в тяжелом состоянии увозят в 24 городскую больницу, где проводится срочная операция, однако его состояние по прежнему остается очень тяжелым в связи с чем его вводят в искусственную медикаментозную кому и подключают к аппаратам жизнедеятельности. Учитывая что Долгушин был близким в окружении Олега Вагина, правоохранительным органам он мог бы стать ценным свидетелем, в связи с чем со дня покушения палату Долгушина берут под охрану специальные подразделения милиции. Однако киллерам также удалось узнать что Долгушин выжил. Судя по всему это и послужило тем что 17 марта 1993 года неизвестные проникли к станции электропитания 24 больницы, где отключив трансформаторную подстанцию и аварийное питание обесточили всю больницу и палату где находился Долгушин, в результате чего он скончался.
5 декабря 1993 года в Венгрии, в городе Будапешт, смерть находит Николая Широкова и троих его приближенных. По одной версии — киллерам удалось разыскать адрес проживания Широкова, установить время и место передвижения его сожительницы которая после пыток дала ключи от виллы и нарисовала схему расположения комнат в ней, а также места нахождения охраны. В связи с чем ночью киллерам удалось пробраться на виллу и устранить Широкова. А позже в аэропорту Венгрии уничтожить и самолёт Широкова Ил-76Т.
13 Февраля 1994 года у своего дома в Цыганском поселке по ул. Волгоградская д. 126, под ураганным автоматным огнем из проезжавшей автомашины марки ВАЗ-2109 погибает близкий друг Вагина — Михаил Кучин, владелец брокерского товарищества ТОО «МиКуч».
Ровно через 2 года, 26 октября 1994 года погибает небезызвестный в Екатеринбурге Председатель СОО РСВА «Союза ветеранов Афганистана» Виктор Касинцев с двумя охранниками, который был расстрелян в автомобиле ВАЗ-2105, когда выезжал со двора чтобы съездить на поминки. Киллеры вели перекрестный огонь с подвала и из-за деревьев расположенных вблизи домов. После убийства всех находящихся в авто киллеры поспешно бежали, один из них забыл рацию (что послужило одной из улик, но преступление раскрыть следователям и оперативникам все же не удалось).
- По настоящее время во дворе по ул. Маршала Жукова д. 11 напротив последнего подъезда на лицевой части кирпичной стены трансформаторной подстанции N 4312 можно разглядеть пулевые отверстия, оставившие напоминания тех трагических событий и ставшей в современные дни, объектом обзора туристов по «Криминальному Екатеринбургу».
- Казино «Katarinenburg» просуществовало до 2009 года, пока в России не издали Указ о запрете ведения игорного бизнеса, за исключением в специально выделенных игорных зонах на территории РФ.
- Вывеску ЗАО «Бизнес клуб Глобус» ближе к середине 2022 года убрали со стены здания ККТ «Космос» по ул. Дзержинского д. 2, в настоящее время там расположено кафе «Своя компания».
- Коттедж который начинал строить Олег Вагин по ул. Уфалейская д. 7 (стены его были подняты почти до конца, но строительство было приостановлено) некоторое время был заброшен. В настоящий момент здание коттеджа достроено и принадлежит другому собственнику.
- Четыре могилы выполненные из серого и чёрного гранита, с бронзовыми бюстами над каждой и установленным рядом трехметровым бронзовым «Распятьем» где похоронены Олег Шемелин, Олег Вагин, Игорь Осинцев, Дмитрий Ориничев. Расположены на центральной аллее, так называемой «Аллеи героев 90ых» на Широкореченском кладбище у входной группы слева от Вечного огня «Широкореченского военного мемориального комплекса» со стороны ул. Репина.
- Помещение, где располагался офис ЕКСО-Лтд., расположенный за гостиницей «Большой Урал», в здании по ул. Мамина-Сибиряка д. 80 (вход напротив Уралчермет) после гибели Олега Вагина, некоторое время проработал, в настоящий момент ЕКСО-Лтд., не существует, здание офиса заброшено, вывеска убрана.